# Петер Штрук
Петер Штрук (нім. Peter Struck; 24 січня 1943, Геттінген — пом. 19 грудня 2012, Берлін) — німецький державний діяч, міністр оборони ФРН (2002–2005).

## Біографія
Народився в сім'ї військовослужбовця, який після війни очолював автомайстерню. Вивчав право у Геттінгені і Гамбурзі, у 1971 р. захистив докторську дисертацію.
У 1964 році став членом Соціал-демократичної партії Німеччини (СДПН), працював радником в адміністрації Гамбурга. До 1972 р. був особистим помічником президента Гамбурзького університету, потім нетривалий час працював у фінансовому управлінні Гамбурга.
- 1973–1980 рр. — заступник міського директора м. Ільцен,
- 1980–2009 рр. — член бундестагу ФРН,
- 1990–1998 рр. — парламентський секретар парламентської фракції СДПН,
- 1998–2002 і 2005–2009 рр. — керівник фракції СДПН у бундестазі,

У 2002–2005 рр. — федеральний міністр оборони ФРН. У цей період бундесвер визначив нові принципи оборонної політики, які були проілюстровані міністром на прикладі участі німецьких солдатів в операції в Афганістані: «Безпека ФРН також захищається у Гіндукуші». У 2004 р. переніс інсульт, у цьому ж році стався витік секретної інформації про діяльність міністерства оборони і бундесверу у 1999–2003 рр., відповідальність за цей інцидент поклали на міністра. У 2005 р. дванадцять генералів виступили з відкритим листом у газеті «!Франкфертер Альгемайне», протестуючи проти рішення Штрука позбавити 74-й авіаполк традиційного найменування «Мельдерс», яке він носив на честь аса Вермахту Вернера Мельдерса.
З 2010 року — голова соціал-демократичного Фонду Фрідріха Еберта.